# Trinity Church
Trinity Church (literalment església de la Trinitat) és una església de confessió episcopal situada a la intersecció de Wall Street i de Broadway al sud de Manhattan, a New York.

## Història i construcció
El 1696, el governador de la ciutat, Benjamin Fletcher va aprovar l'adquisició d'un terreny per la comunitat anglicana per a la construcció d'una nova església. La concessió del terreny especificava un petit lloguer anual que era a causa de la corona d'Anglaterra.
L'actual Trinity Church és l'obra de l'arquitecte americà [[Richard Upjohn]], que la va concebre en un estil neogòtic. Forma part dels National Historic Landmark, per la seva arquitectura, però també a conseqüència del seu paper a la història de la ciutat de New York. En el moment de la consagració de l'església el 1r maig de 1846 (el dia de l'Ascensió), la seva punta d'inspiració neogòtica, superada per una creu daurada dominava l'skyline del sud de Manhattan. Trinity Church era així un far benvingut per als vaixells que arribaven al port de New York.
Malgrat la construcció de nombrosos gratacels al voltant de l'església, Trinity Church ha conservat valors espirituals molt importants al cor de Manhattan, i serveix sempre de lloc de culte i de meditació per als cristians.

## Cementiri
Personalitats de primer ordre són enterrades al cementiri que envolta Trinity Church. Es pot sobretot citar el Pare fundador Alexander Hamilton o Robert Fulton, l'inventor del vaixell de vapor.

## Diversos sobreTrinity Church
- La capella Saint Paul, que està lligada a la parròquia de Trinity Church és l'edifici més antic de la ciutat de New York que es fa servir encara de manera contínua.
- En el moment de la seva inauguració el 1846, Trinity Church era l'edifici més alt de New York amb una alçada de 86 metres[4] fins a la construcció del New York World Building, que atenyia 94 metres el 1890.
- El 9 de juliol de 1976, l'església ha rebut la visita de les reines Elisabet II del Regne Unit.
- El cementiri de Trinity Church continua sent el darrer cementiri encara utilitzat a Manhattan.

## Galeria

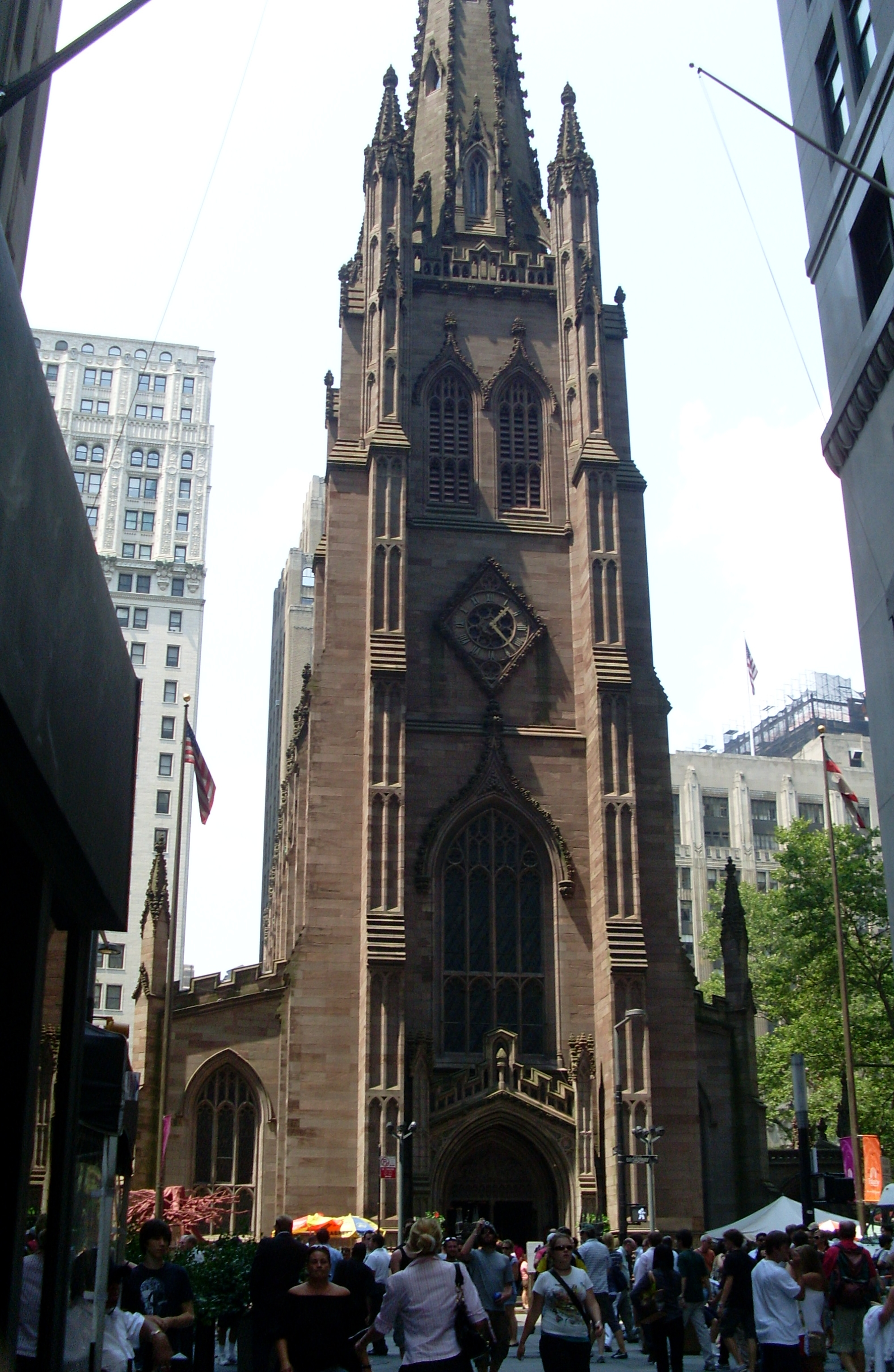
Trinity Church des de Wall Street.
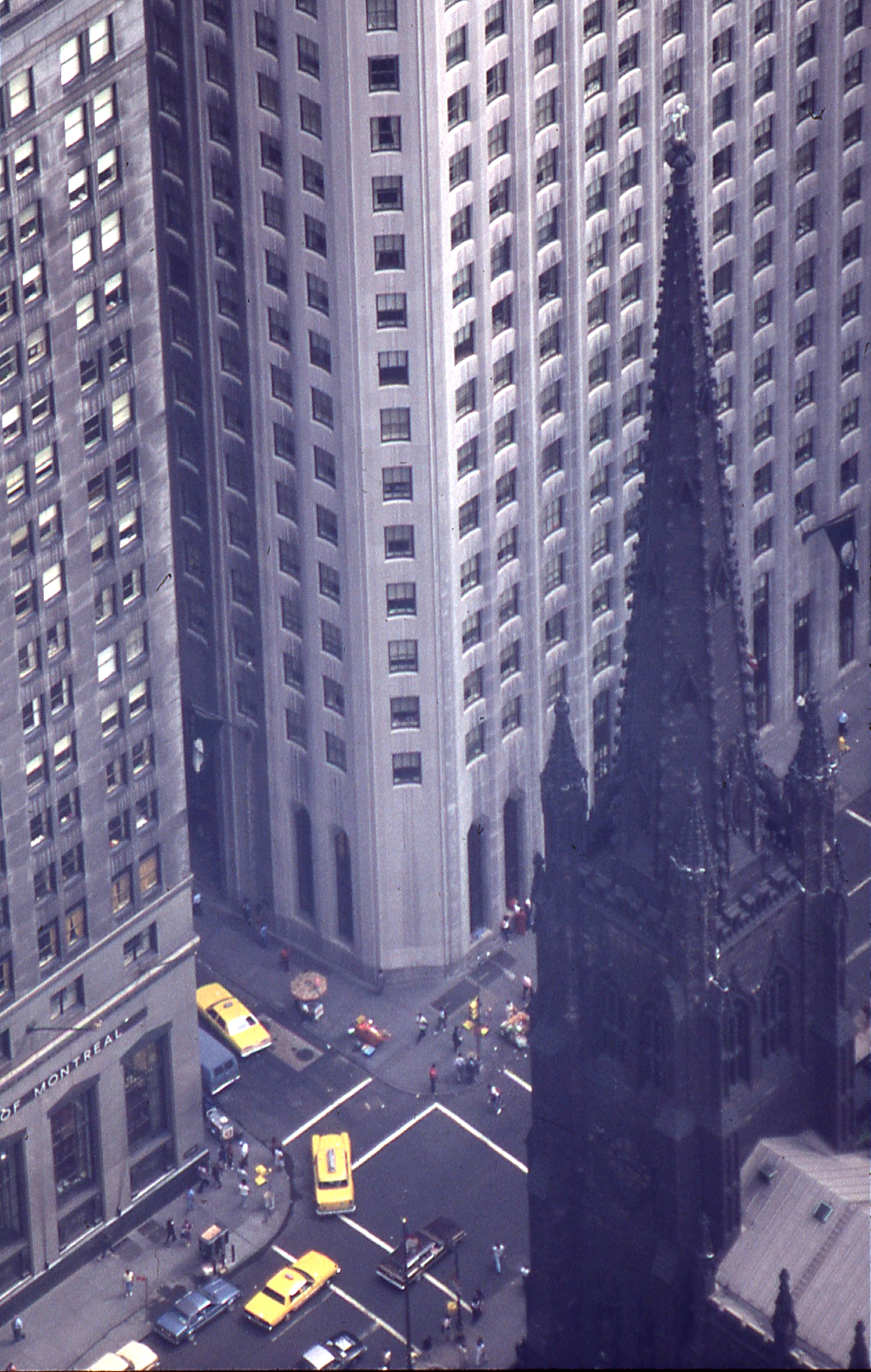
Trinity Church vista des del World Trade Center
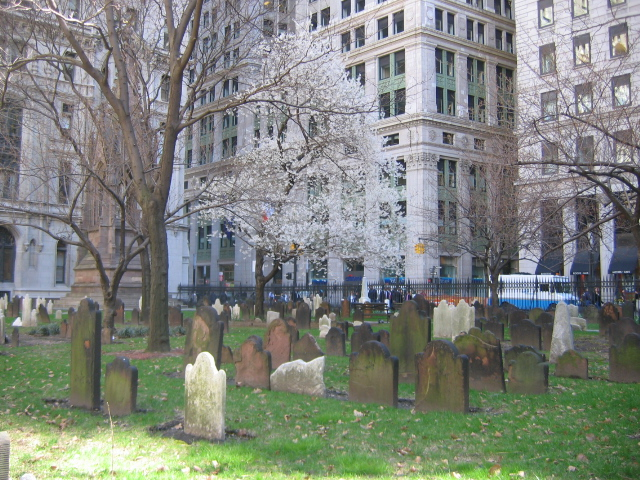
El cementiri de Trinity Church, el darrer encara utilitzat a Manhattan.